# Рамазанов, Александр Николаевич
Алекса́ндр Никола́евич Рамаза́нов (1792 — 23 июня [5 июля] 1828, Санкт-Петербург) — русский актёр, артист Императорских Петербургских театров, отец скульптора Николая Рамазанова.

## Биография
Воспитание получил в Петербургском театральном училище, будучи ещё учеником в 1810 году уже играл на сцене. Ещё до окончания училища, в течение трёх лет, продолжал появляться на сцене, исполняя подчас значительные роли. Из училища был выпущен в 1812 году, и имя его тогда уже хорошо было известно публике, которая успела оценить и полюбить молодого артиста.
Будучи учеником Якова Воробьёва, он оказался вполне достойным своего учителя: его игра, как в водевилях, так и в операх, пользовалась большим успехом. Главными и лучшими достоинствами его были — неподдельная постоянная весёлость и живость. Единственным недостатком его, по словам Рафаила Зотова, было излишество жестов, однако и этот недостаток выкупался живостью его игры, за что охотно прощали ему подчас лишний жест.
Его игра была одинаково прелестна как в ролях простодушных, так и в ролях хитрых слуг. Лучшею ролью этого артиста была роль Фигаро, затем роль слуги в комедии Мольера «Школа женщин» и роль Дандини в комической опере Изуара «Сандрильона». Вообще, он прекрасно исполнял комические роли, например, в «Казаке Стихотворце» или роль Грюрьяка в водевиле «Феникс, или Утро журналиста».
В 1819 году играл в пьесе А. С. Грибоедова «Притворная неверность», которая, согласно свидетельству Д. Н. Баркова, была «…играна прекрасно, кроме г-на Рамазанова, который довольно дурно понял свою роль».
Кроме драматического таланта, он прославился, как отличный танцор, превосходно исполнявший русскую пляску в дивертисментах, которую он почти всегда сопровождал припевом песни: «Жду красотку я мою». Современники, видевшие, как он исполнял эту пляску, единодушно утверждали, что никто не имел такой чисто русской плясовой ухватки, как Рамазанов. Артист был также прекрасным преподавателем танцев и обучал им воспитанников в разных казенных учебных заведениях, в том числе и в кадетских корпусах.
Нрав он имел весёлый, приятный, характер был у него добрый, за что и любили его все товарищи.
В 1827 году Рамазанов серьёзно заболел, а через несколько месяцев (28 сентября) умерла его жена, Александра Ивановна, 29 лет, тоже артистка Императорских театров. Смерть её, по свидетельству современников, так сильно подействовала на артиста, что он умер на 36-м году жизни. О той любви, которою пользовался этот артист среди своих товарищей, можно судить по тому, что, после его смерти, они собрали по подписке тысячу рублей, чтобы соорудить на его могиле достойный такого человека надгробный памятник на Смоленском кладбище, ныне не сохранившийся.
После смерти Рамазанова осталось шесть человек детей — круглых сирот. Дирекция Императорских театров, желая, с одной стороны, почтить память прекрасного артиста, а с другой, хоть немного обеспечить оставшихся после него сирот, назначила бенефис в их пользу 9 июля 1828 года. В этот день была дана драма «Тридцать лет, или Жизнь игрока».
Его дочь Софья (1818—1885) также стала актрисой.